# Palais Ehrenbourg
Le palais Ehrenbourg (en allemand : Schloss Ehrenburg) est un palais situé à Cobourg, en Franconie (Allemagne). Il a servi de résidence principale aux ducs régnants de Cobourg des années 1540 jusqu'en 1918. Aujourd'hui, l'extérieur du palais est principalement de style néo-gothique.

## Histoire
Le palais a été construit par Jean-Ernest, duc de Saxe-Cobourg, entre 1543 et 1547. Il remplaça la forteresse de Cobourg (en allemand : Veste Coburg) en tant que résidence des ducs. Le nouveau palais de la ville a été construit autour d'un monastère franciscain dissous pendant la Réforme. Selon la tradition, le palais aurait été nommé Ehrenburg (« palais d'honneur ») par l'empereur Charles Quint pour avoir été construit sans recours au travail forcé.  
Sous le duc Jean-Casimir, la première reconstruction majeure a eu lieu. Vers 1590, l'aile sud (encore existante) fut construite par l'architecte de la Renaissance Michael Frey. 
En 1690, un incendie détruit la partie nord du palais. Ce fut une opportunité pour duc Albert V, qui fit construire un nouveau palais de style baroque en 1699,. La construction d'une nouvelle chapelle dans l'aile ouest, l'aile est et dans la partie centrale de l'édifice, a donné au palais la structure de base qu'il conserve aujourd'hui.
Au XIXe siècle, Ernest Ier, duc de Saxe-Cobourg et Gotha, fit redessiner le palais par Karl Friedrich Schinkel en style néo-gothique anglais à partir de 1810. La plupart des travaux ont eu lieu entre 1816 et 1840, avec la façade du palais revêtue de grès et les appartements princiers repensés dans le style Empire français.  
Parce que le palais abritait la maison ducale de Saxe-Cobourg et Gotha (anciennement Saxe-Cobourg-Saalfeld), de nombreux événements royaux se sont déroulés dans le palais. En 1863, la reine Victoria (dont la mère, la princesse Victoria, et son mari, le prince Albert, grandirent ici) rencontra l'empereur François-Joseph d'Autriche pour la première fois dans la Salle des Géants (un signe en remémore le souvenir). En 1894, le mariage d'Ernest-Louis, grand-duc de Hesse, avec la princesse Victoria-Mélita de Saxe-Cobourg et Gotha réunit, au palais, la reine Victoria, son fils le futur roi Édouard VII, son petit-fils le futur roi George V, sa fille l'impératrice Victoria d'Allemagne, son autre petit-fils, le kaiser Guillaume II d'Allemagne, le neveu de son fils, le futur tsar Nicolas II de Russie (avec sa petite-fille, la future impératrice Alexandra), ainsi que de nombreux autres monarques et princes d'Angleterre, de Grèce, de Belgique, de Roumanie, du Portugal et d'ailleurs.

## Aujourd'hui
Le palais est aujourd'hui un musée. Il présente entre autres des galeries d'art avec des œuvres de Lucas Cranach l'Ancien, des artistes néerlandais et flamands des XVIe et XVIIe siècles, ainsi que des peintures de paysages romantiques.

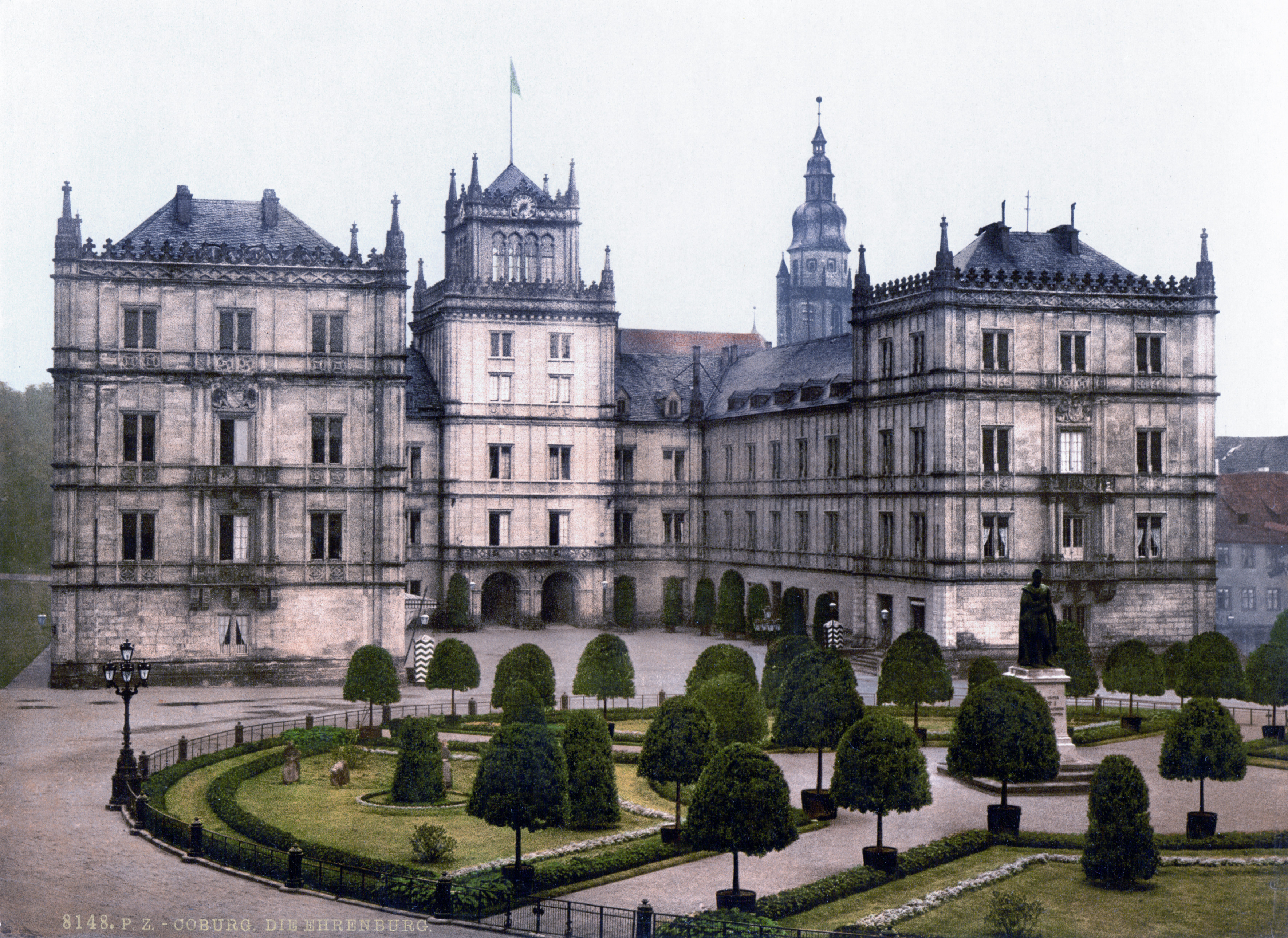
Le Palais Ehrenbourg en 1900.
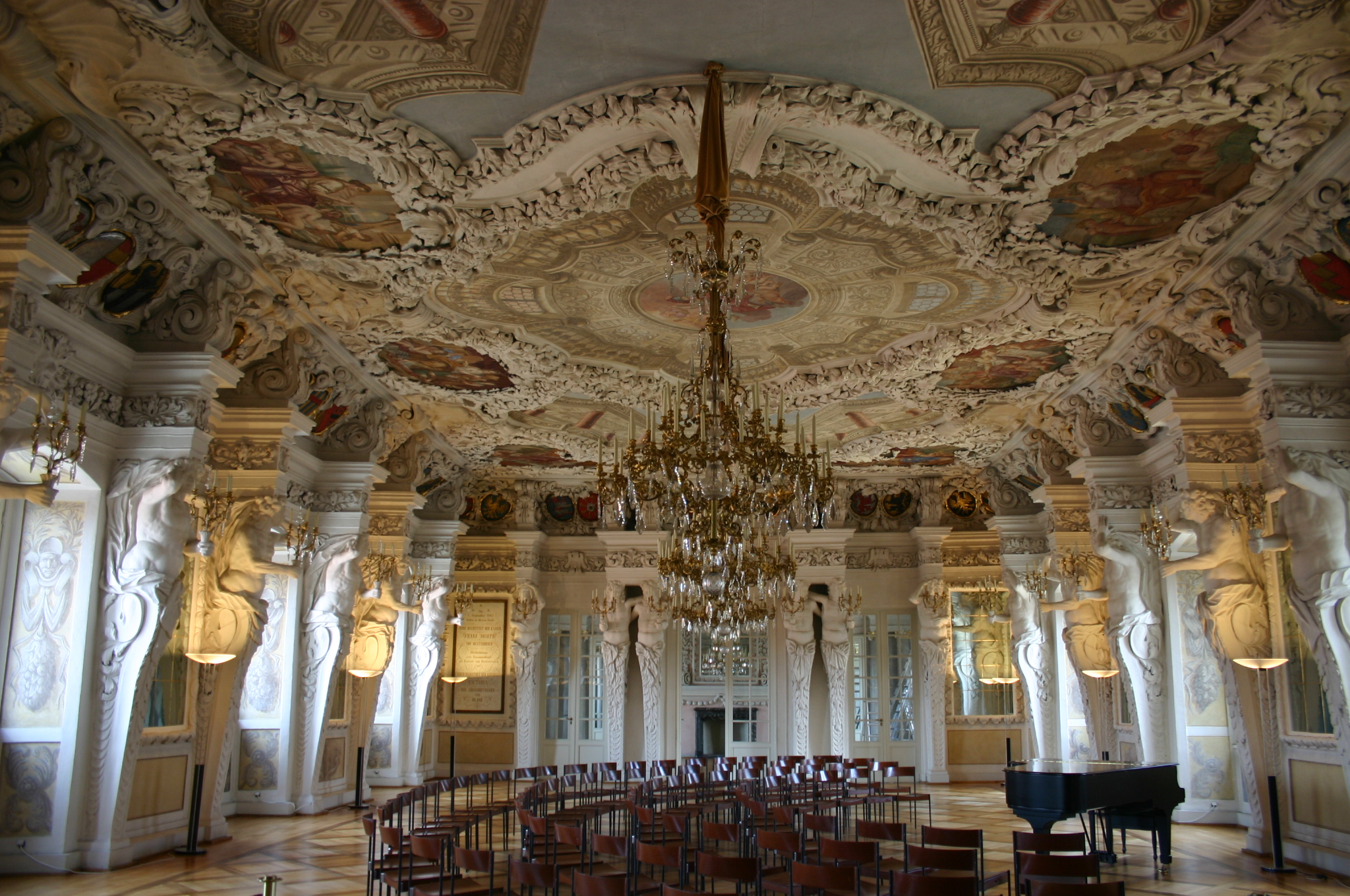
La Salle des Géants.